# ティーラトン・ブンマタン
ティーラトン・ブンマタン（タイ語: ธีราทร บุญมาทัน, ラテン文字転写: Theerathon Bunmathan, 1990年2月6日 - ）は、タイ王国・ノンタブリー県出身のプロサッカー選手。タイ・リーグ1・ブリーラム・ユナイテッドFC所属。ポジションはディフェンダー、ミッドフィールダー。タイ代表。

## 経歴

### クラブ
ブリーラム・ユナイテッドの主力の一人として、チームの成功に大きく貢献した。特にフリーキックから多くの得点やアシストを生み出してきた。AFCチャンピオンズリーグには2012年から連続して出場しており、2013年は準々決勝のエステグラルとの第1戦を除く、10試合に先発フル出場を果たし、グループリーグ最終節のソウル戦で決勝トーナメント進出につながる同点ゴールを決めた。また大会ベストイレブンと7人のサブメンバーからなるドリームチームにサブメンバーの1人として選出された。2014年はセレッソ大阪とのホーム試合で先制ゴールを決めた。
2013シーズンはタイ・プレミアリーグの最優秀選手賞に選ばれた。10月の月間最優秀選手賞も受賞した。
2015シーズン、AFCチャンピオンズリーグのグループリーグにおいて、ガンバ大阪戦ではアウェイ戦で直接FKを左足で決め、ホーム戦ではCKを左足で直接決めるなど、「悪魔の左足」と称された。
2018年、日本のヴィッセル神戸に期限付き移籍で加入。神戸には元ドイツ代表のルーカス・ポドルスキ、7月には元スペイン代表のアンドレス・イニエスタが加入し、最終節には同じく元スペイン代表のダビド・ビジャが来季から加入するため神戸に観戦に訪れていた。この状況に自身のフェイスブックに「なんて、Jリーグの1年なんだ! 今、同じ部屋に3人のワールドクラスプレーヤーがいる。この雰囲気は忘れられないものだ」と綴っている。同シーズン終了後、移籍期間満了により神戸を退団。
2019年、ムアントンへの復帰が決定していたが、1月のタイ代表として参加していたアジア杯中に横浜F・マリノスへの期限付き移籍でのオファーが届き、その日のうちに決断するよう伝えられて移籍を決断した。開幕直後はレギュラーを掴めなかったが、第12節からレギュラーを掴み、出場停止で出場出来なかった1試合を除き、そこから全試合出場している。8月31日、ガンバ大阪戦で来日初ゴールを決めると、次の試合の9月14日に行われたサンフレッチェ広島戦で2試合連続となるゴールを決めた。12月7日、勝てばリーグ優勝の決まる最終節・FC東京戦では、先制ゴールを決めてチームの優勝に貢献。タイ人初のJリーグ優勝を成し遂げた。シーズン終了後には、Jリーグ優秀選手賞に選出され、母国タイの年間最優秀選手賞に選出された。
2021年12月16日、古巣のブリーラム・ユナイテッドFCに完全移籍することが発表された。なお、横浜F・マリノスとの契約を1年残していたため、ブリーラムは推定1億円前後の移籍金を支払うとデイリースポーツは報じている。

### 代表
2012年9月12日、ラオスとの親善試合でPKから代表初得点を決めた。同年12月13日には2012 AFFスズキカップ（第9回東南アジアサッカー選手権）のマレーシア戦で通算2得点目を決めた。2012年度のAFFスズキカップでは左サイドバックのポジションで大会ベストイレブンに選出された。
2013年に開催された第27回東南アジア競技大会にはU-23タイ代表の主将として臨み、金メダルを獲得した。

## エピソード
- 2011年11月11日、タイ代表の一員として2014 FIFAワールドカップ・アジア予選のサウジアラビア戦に出場した。後半アディショナルタイムにレッドカードを提示されて一発退場すると、試合後にはサウジアラビアからインドネシアに移動し、U-23タイ代表の一員として東南アジア競技大会に参加した。11月13日のインドネシア戦は2枚のイエローカードを提示されて退場した。この結果、3日間で2枚のレッドカードを提示された最初のタイ人サッカー選手となった。
- 2013年にブリーラム・ユナイテッドで監督を務めた英国人スコット・クーパーは、能力の高さを評価し、「彼は大陸最高の左サイドバックになることができると信じている」と語った[13]。

## 所属クラブ
- 2005年 - 2007年 アスンプションカレッジ
- 2008年 ラパチャ
- 2009年 - 2016年 ブリーラム・ユナイテッド
- 2016年 - 2019年 ムアントン・ユナイテッド
  - 2018年  ヴィッセル神戸 (期限付き移籍)
  - 2019年  横浜F・マリノス (期限付き移籍)
- 2020年 - 2021年 横浜F・マリノス
- 2022年 - ブリーラム・ユナイテッド

## 個人成績
| 国内大会個人成績 | 国内大会個人成績 | 国内大会個人成績 | 国内大会個人成績 | 国内大会個人成績 | 国内大会個人成績 | 国内大会個人成績 | 国内大会個人成績 | 国内大会個人成績 | 国内大会個人成績 | 国内大会個人成績 | 国内大会個人成績 |
| 年度             | クラブ           | 背番号           | リーグ           | リーグ戦         | リーグ戦         | リーグ杯         | リーグ杯         | オープン杯       | オープン杯       | 期間通算         | 期間通算         |
| 年度             | クラブ           | 背番号           | リーグ           | 出場             | 得点             | 出場             | 得点             | 出場             | 得点             | 出場             | 得点             |
| タイ             | タイ             | タイ             | タイ             | リーグ戦         | リーグ戦         | リーグ杯         | リーグ杯         | FA杯             | FA杯             | 期間通算         | 期間通算         |
| ---------------- | ---------------- | ---------------- | ---------------- | ---------------- | ---------------- | ---------------- | ---------------- | ---------------- | ---------------- | ---------------- | ---------------- |
| 2008             | ラパチャ         |                  | タイ4部          | 10               | 0                |                  |                  |                  |                  |                  |                  |
| 2009             | ブリーラム・U    | 2                | TPL/ T1          | 25               | 0                |                  |                  |                  |                  |                  |                  |
| 2010             | ブリーラム・U    | 2                | TPL/ T1          | 26               | 0                | 2                | 0                | 0                | 0                | 28               | 0                |
| 2011             | ブリーラム・U    | 2                | TPL/ T1          | 33               | 1                | 5                | 0                | 7                | 0                | 45               | 1                |
| 2012             | ブリーラム・U    | 2                | TPL/ T1          | 30               | 5                | 5                | 0                | 8                | 0                | 43               | 5                |
| 2013             | ブリーラム・U    | 2                | TPL/ T1          | 30               | 3                | 5                | 1                | 5                | 1                | 40               | 5                |
| 2014             | ブリーラム・U    | 2                | TPL/ T1          | 33               | 2                | 2                | 1                | 7                | 0                | 42               | 3                |
| 2015             | ブリーラム・U    | 2                | TPL/ T1          | 32               | 3                | 6                | 1                | 6                | 0                | 44               | 4                |
| 2016             | ブリーラム・U    | 2                | TPL/ T1          | 9                | 1                | 0                | 0                | 0                | 0                | 9                | 1                |
| 2016             | ムアントン・U    | 10               | TPL/ T1          | 12               | 2                | 1                | 0                | 3                | 0                | 16               | 2                |
| 2017             | ムアントン・U    | 10               | TPL/ T1          | 30               | 7                | 5                | 0                | 5                | 1                | 40               | 8                |
| 日本             | 日本             | 日本             | 日本             | リーグ戦         | リーグ戦         | リーグ杯         | リーグ杯         | 天皇杯           | 天皇杯           | 期間通算         | 期間通算         |
| 2018             | 神戸             | 30               | J1               | 28               | 0                | 4                | 0                | 1                | 0                | 33               | 0                |
| 2019             | 横浜FM           | 5                | J1               | 25               | 3                | 4                | 0                | 1                | 0                | 30               | 3                |
| 2020             | 横浜FM           | 5                | J1               | 26               | 0                | 1                | 0                | -                | -                | 27               | 0                |
| 2021             | 横浜FM           | 5                | J1               | 27               | 0                | 2                | 0                | 1                | 0                | 30               | 0                |
| タイ             | タイ             | タイ             | タイ             | リーグ戦         | リーグ戦         | リーグ杯         | リーグ杯         | FA杯             | FA杯             | 期間通算         | 期間通算         |
| 2021-22          | ブリーラム・U    | 55               | T1               | 15               | 1                | 4                | 1                | 4                | 0                | 23               | 2                |
| 2022-23          | ブリーラム・U    | 5                | T1               | 28               | 2                | 5                | 0                | 5                | 0                | 38               | 2                |
| 2023-24          | ブリーラム・U    | 5                | T1               | 27               | 2                | 4                | 0                | 3                | 1                | 34               | 3                |
| 2024-25          | ブリーラム・U    | 5                | T1               |                  |                  |                  |                  |                  |                  |                  |                  |
| 通算             | タイ             | タイ             | T1               | 304              | 26               | 44               | 4                | 53               | 3                | 401              | 32               |
| 通算             | タイ             | タイ             | 4部              | 10               | 0                |                  |                  |                  |                  |                  |                  |
| 通算             | 日本             | 日本             | J1               | 106              | 3                | 11               | 0                | 3                | 0                | 120              | 3                |
| 総通算           | 総通算           | 総通算           | 総通算           | 350              | 24               |                  |                  |                  |                  |                  |                  |

その他の公式戦
- 2020年
  - FUJI XEROX SUPER CUP 1試合0得点
- Jリーグ初出場 - 2018年2月23日 J1第1節 サガン鳥栖戦（ベストアメニティスタジアム）
- Jリーグ初得点 - 2019年8月31日 J1第25節 ガンバ大阪戦（ニッパツ三ツ沢球技場）

| 国際大会個人成績 | 国際大会個人成績 | 国際大会個人成績 | 国際大会個人成績 | 国際大会個人成績 |
| 年度             | クラブ           | 背番号           | 出場             | 得点             |
| AFC              | AFC              | AFC              | ACL              | ACL              |
| ---------------- | ---------------- | ---------------- | ---------------- | ---------------- |
| 2012             | ブリーラム・U    | 2                | 6                | 0                |
| 2013             | ブリーラム・U    | 2                | 10               | 1                |
| 2014             | ブリーラム・U    | 2                | 6                | 1                |
| 2015             | ブリーラム・U    | 2                | 6                | 2                |
| 2016             | ブリーラム・U    | 2                | 6                | 0                |
| 2017             | ムアントン・U    | 10               | 8                | 1                |
| 2020             | 横浜FM           | 5                | 6                | 1                |
| 通算             | AFC              | AFC              | 48               | 6                |

その他の国際公式戦
- 2018年
  - AFCチャンピオンズリーグ2018 東地区プレーオフ 1試合0得点

## 代表歴
- 2009年 - 2013年 U-23タイ代表
- 2010年 - タイ代表

| タイ代表 | 国際Aマッチ | 国際Aマッチ |
| 年       | 出場        | 得点        |
| -------- | ----------- | ----------- |
| 2010     | 3           | 0           |
| 2011     | 3           | 0           |
| 2012     | 10          | 2           |
| 2013     | 4           | 0           |
| 2014     | 0           | 0           |
| 2015     | 11          | 3           |
| 2016     | 16          | 1           |
| 2017     | 6           | 0           |
| 2018     | 3           | 0           |
| 2019     | 12          | 1           |
| 2020     | 0           | 0           |
| 2021     | 4           | 0           |
| 2022     | 12          | 0           |
| 2023     | 11          | 1           |
| 2024     |             |             |
| 通算     | 95          | 8           |

## タイトル

### クラブ
ブリーラム・ユナイテッドFC
- タイ・プレミアリーグ：8回（2011, 2013, 2014, 2015, 2021–22, 2022–23, 2023–24, 2024–25）
- タイFAカップ：6回（2011, 2012, 2013, 2015 , 2021–22, 2022–23）
- タイ・リーグカップ：6回（2011, 2012, 2013, 2015 , 2021–22, 2022–23）
- コー・ロイヤルカップ：4回（2013, 2014, 2015, 2016）
- トヨタプレミアカップ：3回（2012, 2014, 2016）
- ASEANクラブチャンピオンシップ：1回（2024–25）

横浜F・マリノス
- J1リーグ：1回（2019）

### 代表
U-23タイ代表
- 東南アジア競技大会：1回（2013）

タイ代表
- AFFスズキカップ：3回 (2016, 2020, 2022)

### 個人
- タイ年間最優秀選手賞：1回（2019）
- タイ・プレミアリーグ 最優秀選手賞：1回（2013）
- AFCチャンピオンズリーグ ドリームチーム：1回（2013）
- 東南アジア競技大会 ベストイレブン：1回（2012）
- Jリーグ優秀選手賞：1回（2019）